# Cosmosoma rubricorpus
Cosmosoma rubricorpus är en fjärilsart som beskrevs av William James Kaye 1911. Cosmosoma rubricorpus ingår i släktet Cosmosoma och familjen björnspinnare. Inga underarter finns listade i Catalogue of Life.